# Holophygus rugosus
Holophygus rugosus là một loài bọ cánh cứng trong họ Discolomatidae. Loài này được Grouvelle miêu tả khoa học năm 1913.